# Пружанський повіт (II Річ Посполита)

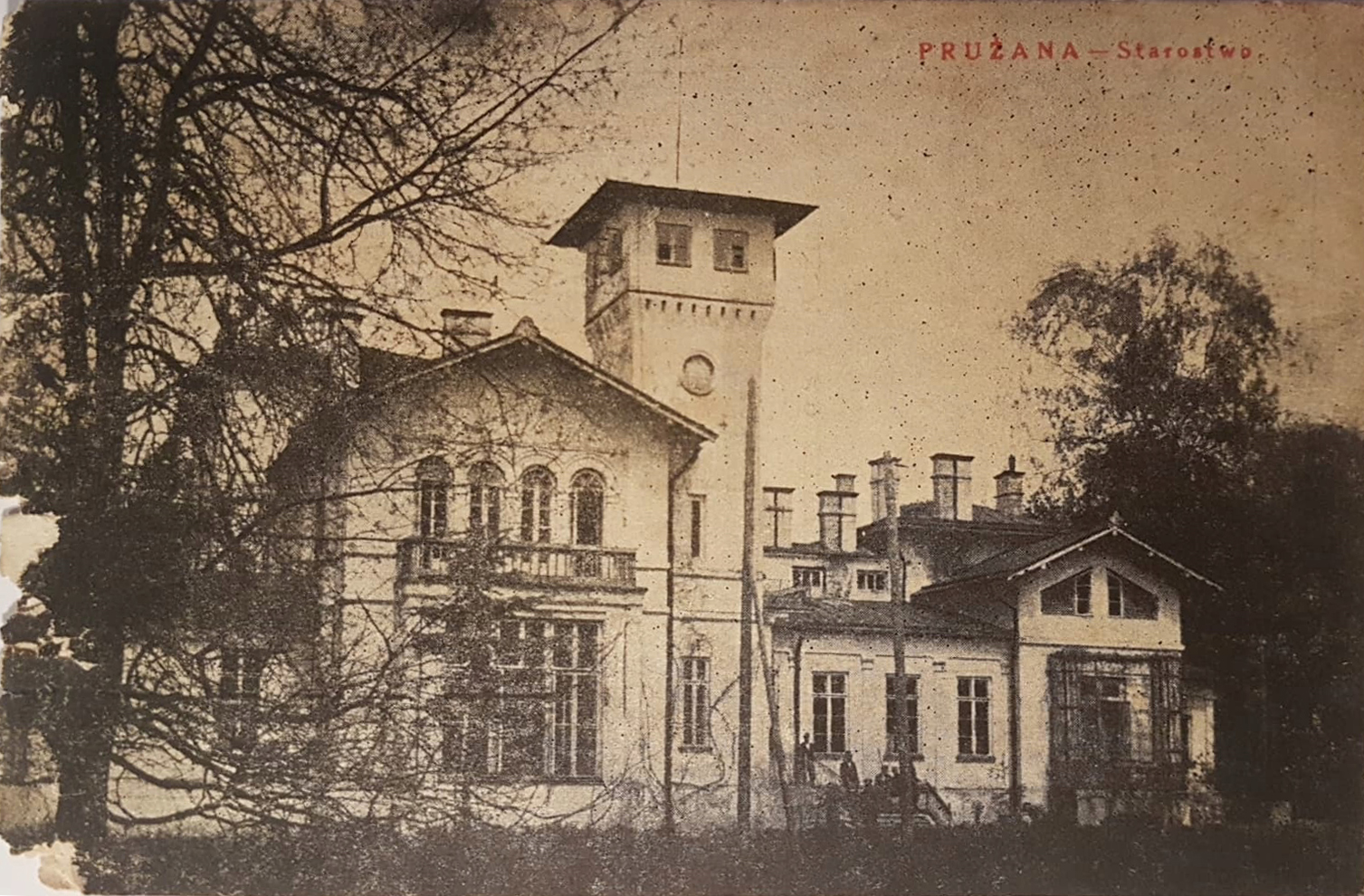
Будинок повітового староства в Пружанах

Пружанський повіт (пол. Powiat prużański)  — колишній повіт Поліського воєводства Польської Республіки. Столиця — місто Пружани.

## Історія
Збережений колишній Пружанський повіт Російської імперії з модифікаціями 1919 року.
19 лютого 1921 року включений до складу новоутвореного Поліського воєводства у Польщі.
1 січня 1926 р. ґміну Матяси вилучено з Пружанського повіту і включено до Кобринського повіту.
5 січня 1926 р. переформатовано ґміни повіту, в ході чого також ліквідовано ґміни Байкі, Чернякув, Добучин, Шенє, Мікітиче, Носкі та утворено ґміни Пружана і Мєндзилєсє.
Розпорядженням Ради Міністрів 14 липня 1926 р. Сухопільська ґміна передана Пружанському повіту Поліського воєводства з Більського повіту Білостоцького воєводства.
Розпорядженням Ради Міністрів 19 березня 1928 р. ліквідовано ґміну Дворце Берестейського повіту, а села: Дворці, Дідівка Мала, Дідівка Селика, Грудовики, Ганьці, Ліски, Пересік, Великоліс і Воля, фільварки: Сокольник і Залав'я та селище Діброва і колонія Павлюківщина включені до ґміни Городечна Пружанського повіту, та села: Хідри Малі, Хідри Великі і Ясень та фільварки Буянець і Засьби — до ґміни Шерешув Пружанського повіту.
Розпорядженням Міністра внутрішніх справ Польщі 23 березня 1928 р. передано до ґміни Шерешув села Тимохівщина і Тараси та державний ліс урочища Пуща Шерешевська від ґміни Городечна і село Ялова від ґміни Сухополь.
1 квітня 1932 р. проведене переформатування всіх ґмін, в ході якого ліквідували ґміни Мєндзилєсє, Рев'ятиче, Береза-Картуска, Ліново і Котра та утворили ґміну Сєхнєвіче.
1 квітня 1934 р. Шерешово втратило статус міста і включене до ґміни Шерешув.
1 квітня 1939 а. межі міста Береза-Картузька розширені за рахунок передачі села Новосілки з ґміни Сєлєц.

### У складі СРСР
Включений Указом Президії Верховної Ради СРСР від 4 грудня 1939 р. до складу новоствореної Брестської області. Ліквідований 15 січня 1940 р. з поділом на райони.

## Міста
- Пружани
- Береза-Картузька
- Шерешово (до 1934)[10]